# アル・デクスター
アル・デクスター (Al Dexter) として広く知られた、クラレンス・アルバート・ポインデクスター（Clarence Albert Poindexter、1905年5月4日 - 1984年1月28日）は、アメリカ合衆国のカントリー・ミュージックの音楽家、ソングライター。
今日では、彼にとって最も人気の高い歌である1943年のヒット曲で、第二次世界大戦期に最も人気が高かった録音のひとつであった「ピストル・パッキン・ママ」でよく知られており、この曲は後にビング・クロスビーやアンドリューズ・シスターズのカバーもヒットした。

## 経歴
アメリカ合衆国テキサス州ジャクソンビルに生まれたデクスターは、1930年代にはバーを所有し、いわゆるホンキートンクのスタイルによるカントリー・ミュージックの人気を高めようとしていた。彼は、1936年11月28日にARCレコードから、レコード・デビューし、最初のセッションで「Honky Tonk Blues」を録音したことで、カントリーの楽曲としてはおそらく初めて「ホンキートンク」という言葉を使ったアーティストとなった。
彼が自ら書いたヒット曲である「ピストル・パッキン・ママ」は、1943年にニューヨーク・ヤンキースのマーチング・コーラス (marching chorus) として採用された。リパブリック・ピクチャーズは、1943年の映画『Pistol Packin' Mama』の制作に際し、デクスターに対して25万ドル近いロイヤルティーを支払った。このほかにも1940年代のヒット曲には、1946年に16週にわたって『ビルボード』誌の「Most Played Juke Box Folk Record」に留まった「Guitar Polka」などがあった。その他のヒット曲としては、「So Long Pal」、「Triflin' Gal」、「I'm Losing My Mind Over You」、「Too Late to Worry, Too Blue to Cry」などがあった。
デクスターは、カントリー歌手としては最初にブロードウェイで公演し、1971年にはナッシュビル・ソングライターの殿堂入りを果たした。
彼は、1984年1月28日にテキサス州ルイスビルで死去した。
2010年8月21日、デクスターは、テキサス州カーセッジのテキサス・カントリー・ミュージックの殿堂にも殿堂入りした。同時に殿堂入りしたのは、ジョージ・ジョーンズと作曲家レイ・ウィンクラー (Ray Winkler) であった。
1984年にアル・デクスターが死去した後、遺族はスタジオ録音された50本のマスターテープを発見した。2010年、アル・デクスターの息子であるカール・ウェイン・ポインデクスター (Carl Wayne Poindexter) が、自身の独立レーベルであるアル・デクスター・エステート・プロダクション (Al Dexter Estate Productions) から、『Al Dexter's Found Masters Volume 1–3』と題したCD3枚組のボックス・セットをリリースした。このセットは、プロフェッショナルに制作されたコレクションで、デクスターが様々なラインナップや編成で吹き込み、デジタル・リマスターされたスタジオ録音が収められている。

## ディスコグラフィ

### アルバム
| 年   | タイトル                          | レーベル |
| ---- | --------------------------------- | -------- |
| 1954 | Songs of the Southwest            | Columbia |
| 1961 | Pistol Packin' Mama               | Harmony  |
| 1962 | Sings and Plays His Greatest Hits | Capitol  |
| 1968 | The Original Pistol Packin' Mama  | Hilltop  |

### シングル
| 年   | タイトル                               | チャート順位 | チャート順位 |
| 年   | タイトル                               | US Country   | US           |
| ---- | -------------------------------------- | ------------ | ------------ |
| 1936 | "Honky Tonk Blues"                     |              |              |
| 1937 | "Honky Tonk Baby"                      |              |              |
| 1939 | "Jelly Roll Special"                   |              |              |
| 1939 | "My Troubles Don't Trouble Me No More" |              |              |
| 1939 | "Daddy's In The Doghouse Now"          | 4            |              |
| 1941 | "Down At The Roadside Inn"             |              |              |
| 1941 | "The Money You Spent Was Mine"         |              |              |
| 1941 | "You Will Always Be My Darling"        |              |              |
| 1941 | "Darling, It's All Over Now"           |              |              |
| 1941 | "Meet Me Down In Honky Tonk Town"      |              |              |
| 1942 | "Honky Tonk Chinese Dime"              |              |              |
| 1943 | "Pistol Packin' Mama"                  | 1            | 1            |
| 1943 | "Rosalita"                             | 1            | 22           |
| 1944 | "So Long Pal"                          | 1            |              |
| 1944 | "Too Late to Worry, Too Blue to Cry"   | 1            | 18           |
| 1945 | "I'm Losing My Mind Over You"          | 1            |              |
| 1945 | "I'll Wait for You Dear"               | 2            |              |
| 1945 | "Triflin' Gal"                         | 2            |              |
| 1945 | "I'm Lost Without You"                 | 5            |              |
| 1946 | "Guitar Polka"                         | 1            | 16           |
| 1946 | "Honey Do You Think It's Wrong"        | 2            |              |
| 1946 | "Wine Women and Song"                  | 1            |              |
| 1946 | "It's Up to You"                       | 3            |              |
| 1947 | "Kokomo Island"                        | 4            |              |
| 1947 | "Down at the Roadside Inn"             | 4            |              |
| 1948 | "Rock and Rye Rag"                     | 14           |              |
| 1948 | "Calico Rag"                           | 11           |              |